# 鞋斑無墊蜂
鞋斑無墊蜂（學名：Amegilla calceifera），俗稱青條花蜂，是蜂科无垫蜂属的一种蜜蜂，分布於印度北部、尼泊爾、中國大陸（華北至華南一帶，以及甘肅、四川）、台灣、朝鮮半島北部、越南、緬甸西部（撣邦高原南部至德林達依一帶）、馬來半島與爪哇島。模式產地在臺灣打狗（今高雄）與葫蘆墩（今臺中豐原）。